# Gmina Siekierczyn
Gmina Siekierczyn je polská vesnická gmina v okrese Lubáň v Dolnoslezském vojvodství. Sídlem gminy je obec Siekierczyn. V roce 2021 zde žilo 4 470 obyvatel.
Gmina má rozlohu 49,5 km² a zabírá 11,6 % rozlohy okresu. Skládá se ze 7 starostenství.

## Části gminy
Starostenství
Nowa Karczma, Rudzica, Siekierczyn Dolny, Siekierczyn Górny, Wesołówka, Wyręba, Zaręba
Sídla bez statusu starostenství
Pisaczów, Ponikowo